# John Pope-Hennessy

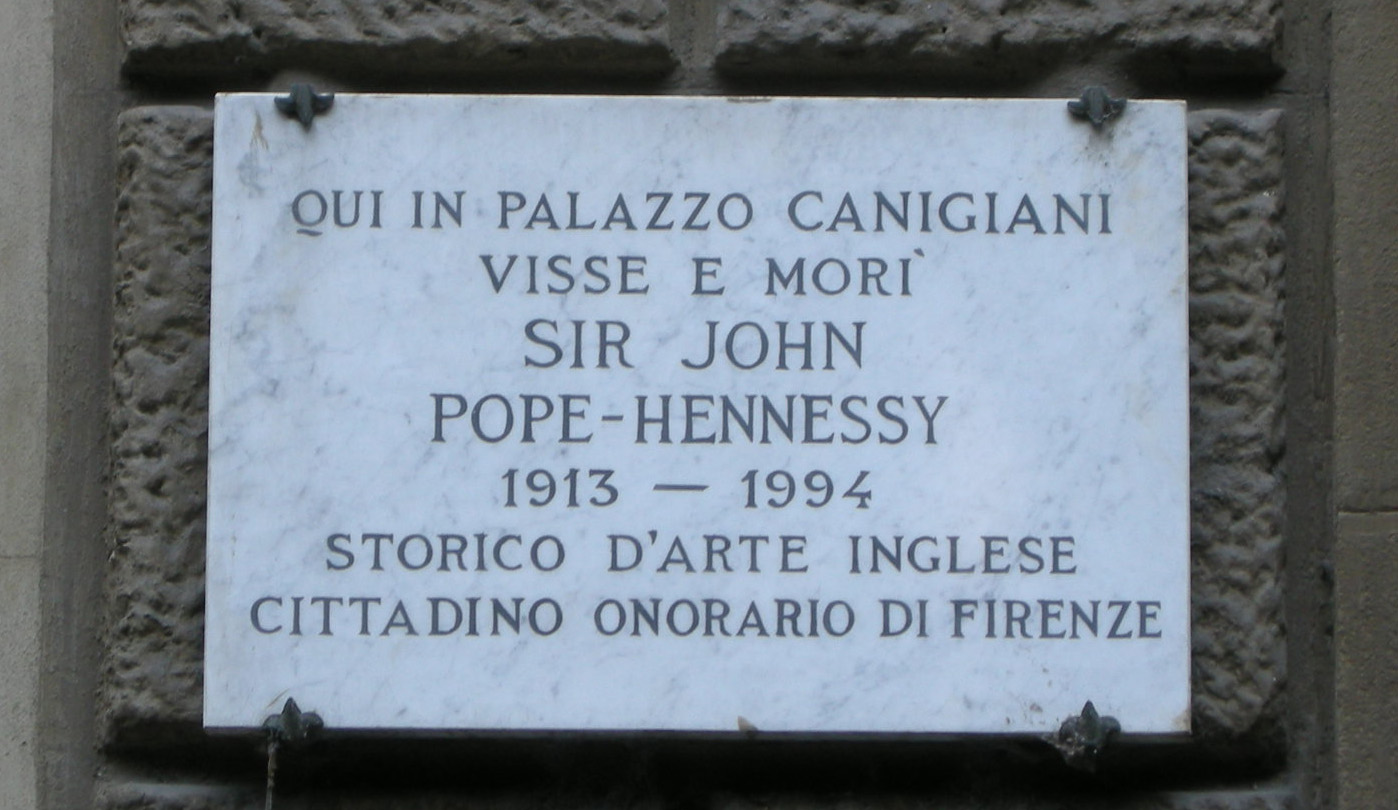
Placa conmemorativa al Ciudadano Honorario colocada en el edificio donde vivió y murió John Pope-Hennessy en Florencia

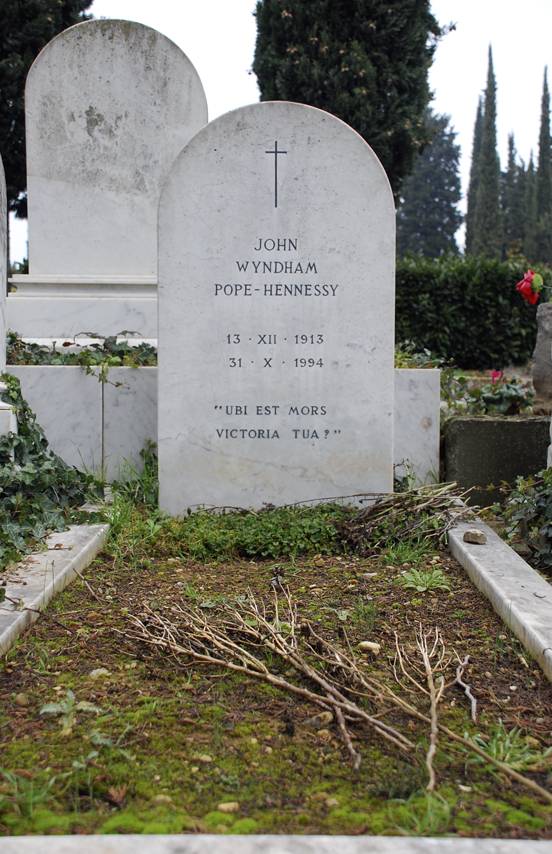
Tumba de John Pope-Hennessy en Florencia

John Pope-Hennessy (Londres, 13 de diciembre de 1913 - Florencia, 31 de octubre de 1994) fue un historiador del arte de origen inglés, que ejerció como director del Museo de Victoria y Alberto entre los años 1967 y 1973 y del Museo Británico entre 1974 y 1976.

## Biografía
Nacido en una familia de clase media, su abuelo y homónimo, John Pope-Hennessy (1834-1891) había sido miembro del Partido Conservador en el Parlamento del Reino Unido y, más tarde, gobernador colonial de Hong Kong. Su padre, Richard Pope-Hennessy (1875-1942), fue oficial de carrera y su madre, Una Birch Pope-Hennessy (1876-1949), una conocida escritora.
Siendo niño, vivió una temporada en Washington D. C., donde su padre había sido nombrado agregado militar de la embajada británica. Fue educado en Downside Abbey (Somerset) y, más tarde, en el Balliol College de Oxford (Universidad de Oxford), donde conoció al también historiador del arte Kenneth Clark.
Durante los años 1935 y 1936 viajó por Europa y en 1937 publicó su libro sobre Giovanni di Paolo (dedicado a Clark). Su segunda monografía, sobre el Sassetta (Stefano di Giovanni), apareció en 1939. Durante la Segunda Guerra Mundial, trabajó para el Ministerio del Aire como parte de la defensa nacional y, a su vuelta (1944), fue uno de los primeros británicos en informar sobre la obra reciente de Matisse y Picasso en el Salón de Otoño del París recientemente liberado. Después de la guerra, solicitó el traslado al departamento de escultura de Museo de Victoria y Alberto con la esperanza de conseguir un cargo de mayor responsabilidad que el que había obtenido en departamento de impresión.
El primer volumen de su obra Introduction to Italian Sculpture (Introducción a la escultura italiana), relativa al periodo gótico, apareció en 1955 y ese mismo año fue nombrado profesor visitante en la Universidad Yale. En 1963 impartió las Conferencias A. W. Mellon en Washington D. C. Durante su periodo en el Museo de Victoria y Alberto pudo adquirir las esculturas Neptuno y Tritón (Gian Lorenzo Bernini, 1620) y Sansón y el filisteo (Juan de Bolonia, 1561-1562). Su tarea en el museo se caracterizó por un fuerte apoyo a la investigación y a los planes para nuevas galerías dedicadas a las obras de arte del siglo XX] y para reubicar las colecciones de la India y del Extremo Oriente.
En 1974 dejó el Museo de Victoria y Alberto y tomó el relevo de John Frederick Wolfenden como director del Museo Británico. Cuando su hermano James, también homosexual como él, fue golpeado hasta la muerte por un amante en 1974, Pope-Hennessy decidió que necesitaba cambiar de aires. Esto se produjo en 1977, y hasta 1987, cuando el director del Museo Metropolitano de Arte, Thomas Hoving, lo hizo venir a Nueva York para ser Presidente Consultivo del Departamento de Pintura Europea. A la vez, obtuvo una plaza como profesor en el Instituto de Bellas artes de la Universidad de Nueva York.
Murió en Florencia a los 80 años debido a unas complicaciones en una dolencia hepática y fue enterrado en el Cimitero degli Allori, en las afueras de la ciudad.

## Legado
Las numerosas publicaciones de Pope-Hennessy lo convirtieron posiblemente en el decano de los autores ingleses en el ámbito del Renacimiento italiano. Hay que mencionar la magistral An Introduction to Italian Sculpture en tres volúmenes (los tres fueran publicados más tarde en ediciones revisadas), Italian Gothic Sculpture (1955), Italian Renaissance Sculpture (1958) y Italian High Renaissance and Baroque Sculpture (1963). Además publicó una edición de la Autobiografía de Benvenuto Cellini (1949), y trabajos monográficos sobre Giovanni di Paolo (1937), Sassetta (1939), Paolo Uccello (1950, revisado en 1972), Fra Angélico (1952, revisado en 1974), Rafael Sanzio (1970), Luca della Robbia (1980) y Benvenuto Cellini (1985).
Entre las muchas distinciones que recibió hay que destacar el nombramiento de ciudadano honorífico de Siena (1982) y el Premio Galileo  (1986), otorgado anualmente por las contribuciones meritorias a la cultura italiana.

## Obras selectas de John Pope-Hennessy
- Sienese Quattrocento Painting. Londres: Phaidon Oxford, 1947.
- The Drawings of Domenichino in the Collection of His Majesty the King at Windsor Castle. Londres: Phaidon Press, 1948.
- Catalogue of Italian Sculpture in the Victoria and Albert Museum. Londres, 1964. ISBN 9780786257218.
- Essays on Italian Sculpture. Phaidon Press Ltd, 1968. ISBN 9780714813271.
- Collins Encyclopedia of Antiques. Collins, 1973. ISBN 9780004350226.
- Fra Angelico. Phaidon Press Ltd, 1974. ISBN 9780714813851.
- Raphael (The Wrightsman Lectures, Delivered Under the Auspices of the New York University Institute of Fine Arts). Joanna Cotler Books, 1979. ISBN 9780064300933.
- The Portrait in the Renaissance. Princeton University Press, 1979. ISBN 9780691018256.
- (en coautoría con John Wyndham) Luca Della Robbia. Cornell University Press, 1980. ISBN 9780801412561.
- The Study and Criticism of Italian Sculpture. Nueva York: Museo Metropolitano de Arte, 1980. ISBN 9780870992391.
- Italian Gothic Sculpture: An Introduction to Italian Sculpture. Phaidon Press Ltd, 1986. ISBN 9780714824154.
- Italian Renaissance Sculpture (Introduction to Italian Sculpture). Phaidon Press Ltd, 1986. ISBN 9780714824161.
- Learning to look. Nueva York: Doubleday, 1991. ISBN 9780385261418.
- The Piero Della Francesca Trail (Walter Neurath Memorial Lectures). Thames & Hudson Ltd, 1993. ISBN 9780500277034.
- On Artists and Art Historians. Selected Book-Reviews of John Pope-Hennessy. Florencia: Olschki, 1994. ISBN 9788822241917.